# 贝罗沃市镇

所在位置

贝罗沃市镇是北马其顿共和国东部的一个市镇，行政中心为贝罗沃市，属于东部统计区。市镇总人口19,947（2020年统计）。
贝罗沃市镇西临拉多維什市鎮、瓦西莱沃市镇，北临佩赫切沃市鎮、代尔切沃市镇、维尼察市镇，东临保加利亚，南临博西洛沃市镇、諾沃塞洛市鎮。